# Greenville (Missouri)
Pour les articles homonymes, voir Greenville.
La ville de Greenville est le siège du comté de Wayne, situé dans l'État du Missouri, aux États-Unis. Lors du recensement de 2010, elle comptait 511 habitants.